# Dixon (Kentucky)
Dixon è un comune degli Stati Uniti d'America, situato nello Stato del Kentucky, nella contea di Webster, della quale è il capoluogo.